# Aphonopelma superstitionense
Aphonopelma superstitionense es una especie de araña migalomorfa del género Aphonopelma, familia Theraphosidae. Fue descrita científicamente por Hamilton, Hendrixson & Bond en 2016.
Habita en los Estados Unidos (Arizona y Nuevo México).